# FIFA Order of Merit
De FIFA Order of Merit was de hoogste onderscheiding die de wereldvoetbalbond FIFA kent. De prijs werd uitgereikt aan degenen die een significante bijdrage aan het voetbal hebben geleverd. Dit betrof niet alleen sporters of bestuursleden, maar bijvoorbeeld ook politici of sponsors. Nelson Mandela en Henry Kissinger zijn voorbeelden van personen die niet direct betrokken zijn bij het voetbal maar wel zijn onderscheiden. De onderscheiding werd tussen 1984 en 2012 normaliter eens in de twee jaar uitgereikt op het FIFA-congres.

## Enkele ontvangers van de Order of Merit

### Voetballers
| Speler             | Jaar |
| ------------------ | ---- |
| Franz Beckenbauer  | 1984 |
| Larbi Ben Barek    | 1998 |
| Bobby Charlton     | 1984 |
| Johan Cruijff      | 2010 |
| Eusébio            | 1994 |
| Just Fontaine      | 1994 |
| Gilmar             | 1998 |
| Alcides Ghiggia    | 2010 |
| Lev Jasjin         | 1988 |
| Paolo Maldini      | 2008 |
| Stanley Matthews   | 1992 |
| Bobby Moore        | 1996 |
| Gerd Müller        | 1998 |
| Pelé               | 1984 |
| Ferenc Puskás      | 1994 |
| Alfredo Di Stéfano | 1994 |
| Francisco Varallo  | 1994 |
| Fritz Walter       | 1994 |
| Mario Zagallo      | 1992 |
| Zico               | 1996 |
| Dino Zoff          | 1984 |

### Trainers
| Trainer           | Jaar |
| ----------------- | ---- |
| Valeri Lobanovsky | 2003 |
| Miljan Miljanić   | 2002 |
| Helmut Schön      | 1984 |
| René Hüssy        | 2002 |

### Sportbestuurders
| Bestuurder             | Jaar |
| ---------------------- | ---- |
| Santiago Bernabéu      | 2002 |
| João Havelange         | 1984 |
| Josep Lluís Núñez      | 2000 |
| Stanley Rous           | 1984 |
| Juan Antonio Samaranch | 1984 |

### Overigen
| Naam                          | Jaar |
| ----------------------------- | ---- |
| Kofi Annan                    | 2002 |
| Fahd bin Abdoel Aziz al-Saoed | 2000 |
| Udo Jürgens                   | 1996 |
| Henry Kissinger               | 1996 |
| Nelson Mandela                | 1998 |
| Thabo Mbeki                   | 2010 |
| Otto Schily                   | 2006 |
| Thaksin Shinawatra            | 2004 |